# Trebisonda (bandon)
El bandon de Trebisonda (en griego: Τραπεζούντος Βάνδον) fue una división administrativa que cubrió un área pequeña alrededor de Trebisonda. Debido a su posición clave, los acontecimientos más importantes de su historia están relacionados con el histórico destino de la ciudad y el Imperio de Trebisonda. Según se registra en una crisobula de Alejo III Comneno en 1386. No se sabe si la que hacen referencia a finales corresponden a la división ya existente sobre el thema de Caldia en el período bizantino medio.